# Pura Taman Ayun

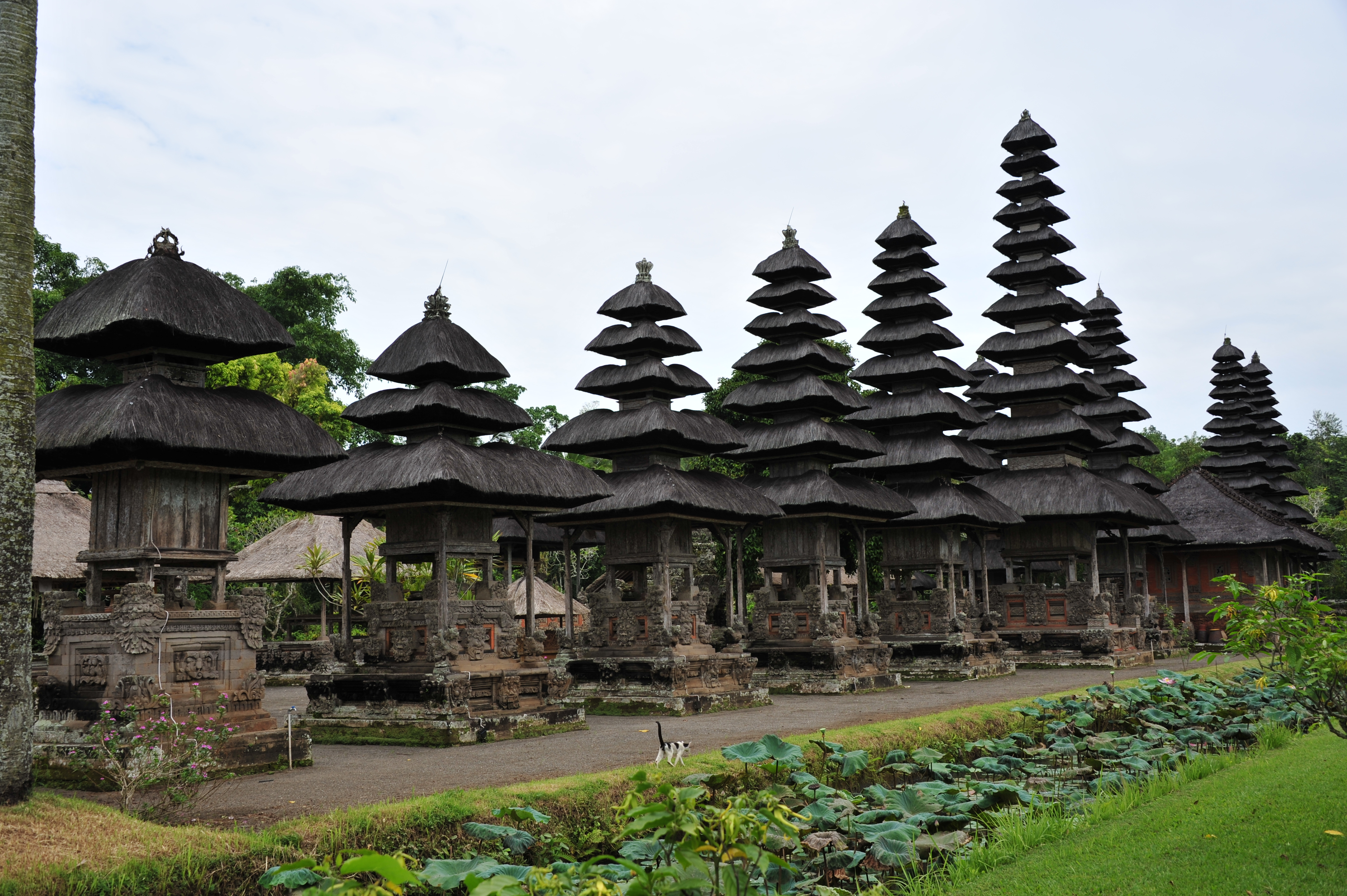
Torres meru en el templo Taman Ayun.

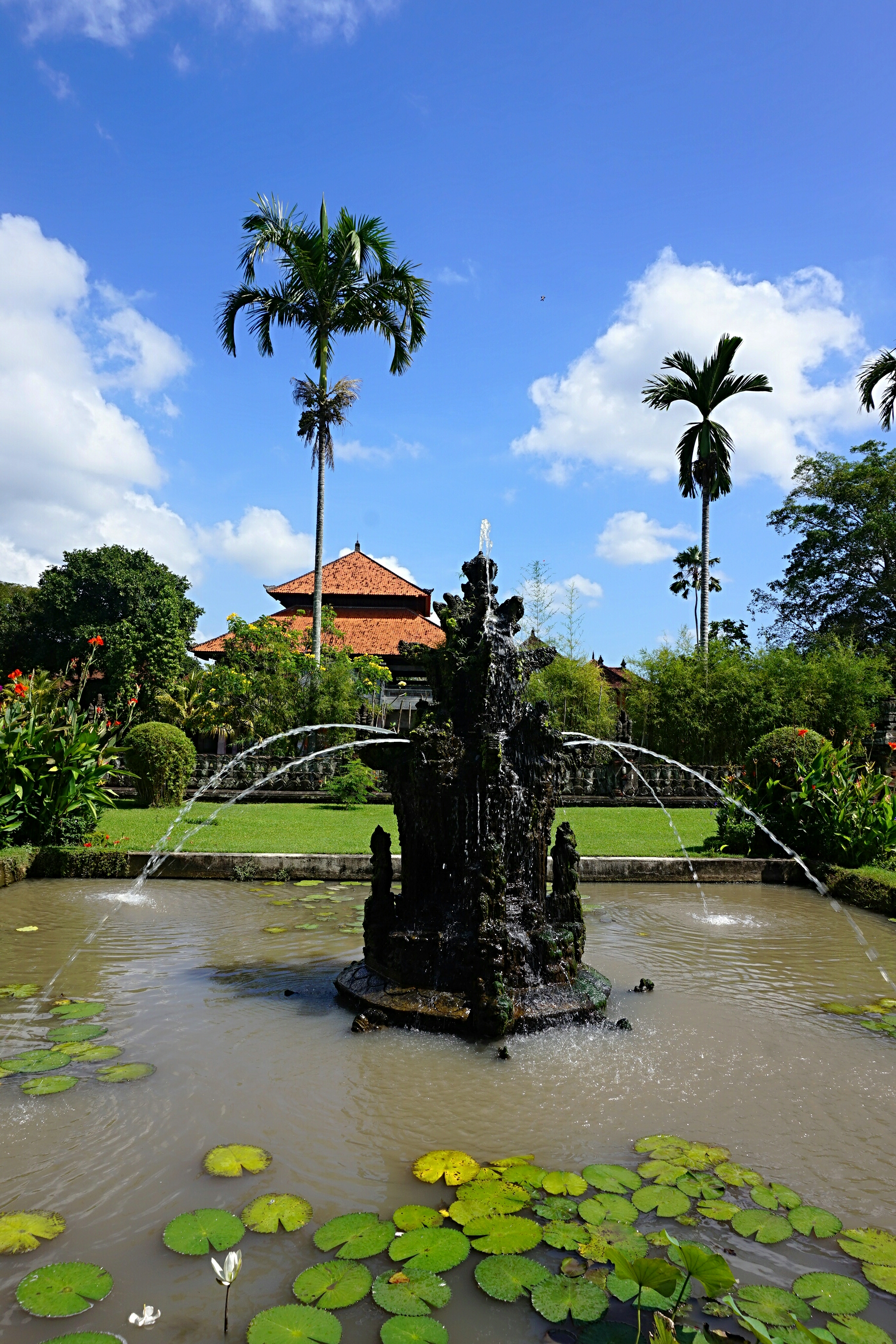
Estanque y fuente en el complejo del templo de Taman Ayun.

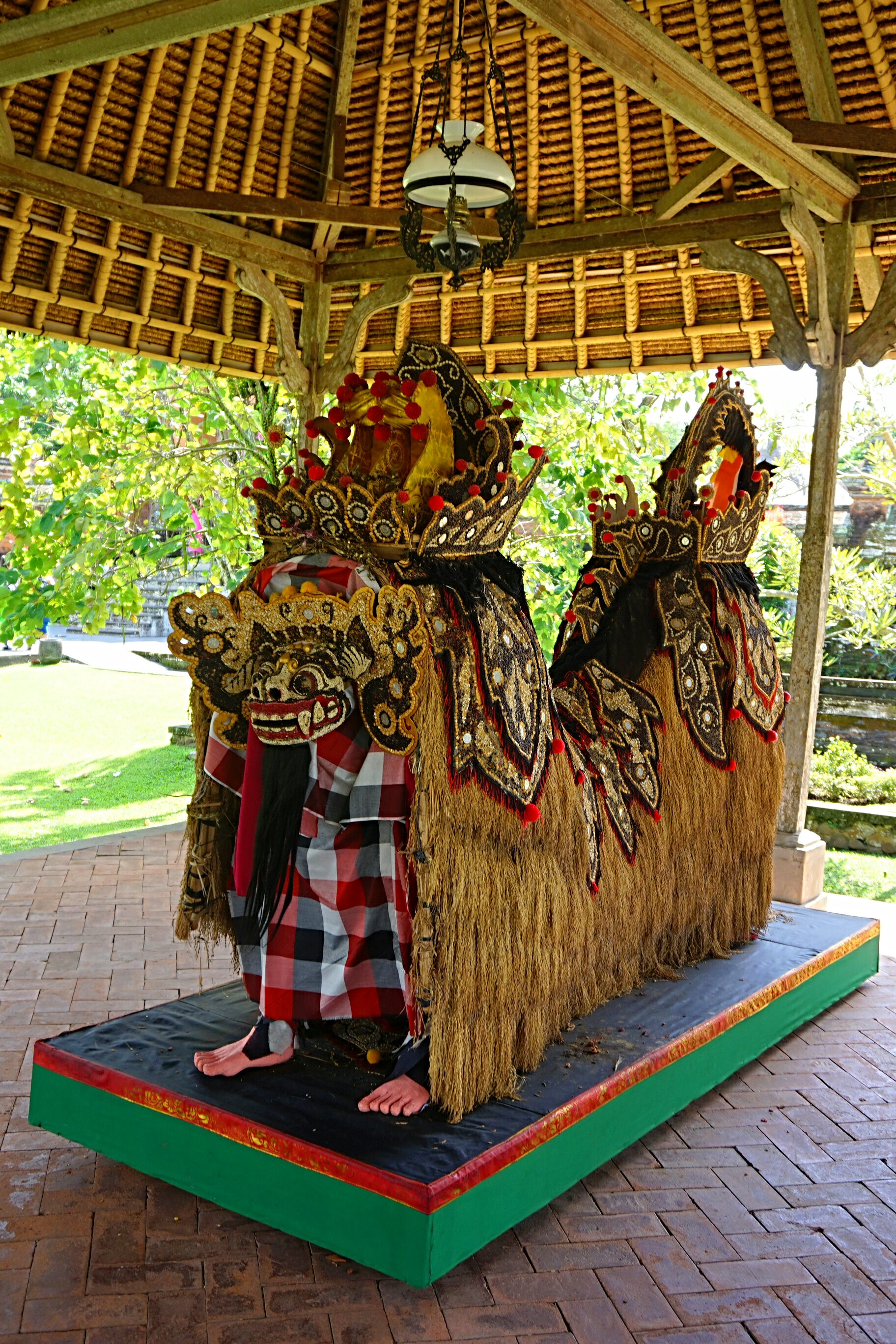
Barong Ket, el tipo más común de barong (en forma de león).

Pura Taman Ayun, templo Taman Ayun o templo real de Mengwi es un complejo de templo balinés y jardín con elementos acuáticos ubicado en el subdistrito de Mengwi en el kabupaten de Badung, Bali, Indonesia. 
Para algunos autores, Pura Taman Ayun significa "templo del hermoso jardín", y para otros, "templo del jardín en el agua". El templo se considera a menudo como uno de los más bellos de Bali. Se concibió como lugar de descanso y culto para la familia real Mengwi. Se encuentra en una isla fluvial en medio de un parque con lagos, árboles floridos y frutales.
El indonesianista Henk Schulte Nordholt escribió en su libro Negara Mengwi que el templo de Taman Ayun fue renovado en 1750, siendo el nombre del arquitecto, Hobin Ho. El jardín del templo apareció en el programa de televisión Around the World in 80 Gardens (La vuelta al mundo en 80 jardines). En 2012, el paisaje cultural de irrigación Subak de Bali, incluido el pura Taman Ayun, fue inscrito como Patrimonio de la Humanidad por la UNESCO.

## Historia
El templo es uno de los seis templos reales existentes en Bali. Comenzó a construirse en 1634 por el rey de Mengwi I Gusti Agung Putu. Fue restaurado en 1937. Es un pura Kawiten ('templo familiar') donde se adora a los monarcas deificados de la dinastía Mengwi y a otros dioses.
Durante el Reino de Mengwi, este templo también se utilizó como fuente de riego para las tierras de los agricultores.
El complejo templario fue construido como una réplica terrenal de los cielos donde se supone que los ancestros deificados de la familia real de Mengwi se divierten en pabellones flotantes (bale kambang) con estanques de lotos ornamentales, atendidos por ninfas celestiales.

## Descripción
El templo contiene 50 edificios sagrados con dos estanques dentro y fuera del templo. Está rodeado de amplios canales y sólo es accesible por un puente que conduce a un candi bentar profusamente decorado (puerta monumental similar a un templo en forma de torre en la que se ha abierto un paso de arriba abajo), que da acceso al jaba pisan (patio exterior). Desde esta puerta, un camino pavimentado conduce a través de un jardín. En el centro de este jardín hay un estanque cuadrado con una fuente en el medio. La fuente tiene nueve caños, uno en el centro, cuatro orientados según los puntos cardinales y el resto orientados según los puntos colaterales (NE, SE, NO, SO). La fuente simboliza los dewa Nawa Sanga, los nueve dioses principales del hinduismo balinés.
El camino conduce a otro candi bentar, que llega al jaba tengah, un segundo patio, más elevado. En el centro del jaba tengah se encuentra la jaba jero, un patio rodeado de muros que es la zona más sagrada del pura, donde se encuentran los santuarios más importantes. Dentro del jaba jero hay varios torres meru (pelinggihs meru), con varios tejados superpuestos, que representan el sagrado monte Meru de la mitología hindú), con características cinco, siete, nueve u once tejados. El jaba jero solo es accesible a los hindúes durante determinadas e importantes ceremonias religiosas, como el odalan (el día en que se conmemora la inauguración del templo). El odalan del pura Taman Ayun tiene lugar cada 210 días, en un día llamado Anggara Kasih, el martes de la semana Medangsia del calendario balinés Pawukon. Las ceremonias de odalan duran varios días.